# 래샤트 사드고프
래샤트 패르하트 오글루 사드고프(아제르바이잔어: Rəşad Fərhad oğlu Sadıqov, 1982년 6월 16일~)는 아제르바이잔의 축구 선수, 지도자로 선수 시절 포지션은 센터백이다. 그는 아제르바이잔 대표팀 국제 A매치 최다 출전 기록 보유자이며 현재 지라 FK의 감독직을 맡고 있다.

## 구단 경력
2000년 투란 토부즈에서 데뷔한 이후 2020년 은퇴할 때까지 주로 아제르바이잔의 프리미어리그에서 활동했고 이란, 튀르키예 등의 해외 리그에서도 57경기를 소화했다.
특히 네프치 PFK 소속으로 2001-02 시즌과 2003-04 시즌부터 2005-06 시즌까지 그리고 2006-07 시즌부터 2008-09 시즌까지 총 7시즌동안 몸 담으면서 2001-02 시즌과 2005-06 시즌 리그 3위, 2003-04 시즌과 2004-05 시즌 리그 우승, 2001-02 시즌과 2003-04 시즌 아제르바이잔컵 우승, 2005-06 시즌부터 2007-08 시즌까지 3시즌 연속 아제르바이잔컵 4강, 2006-07 시즌 리그 준우승 등의 성과를 남겼다.
그리고 튀르키예 쉬페르리그의 카이세리스포르 소속으로 2006년 UEFA 인터토토컵 5경기에 출전하여 팀의 UEFA 주관 클럽 대항전 우승에 일조했고 이후 아제르바이잔 리그의 가라바흐 FK에서는 2009-10 시즌부터 2019-20 시즌까지 11시즌동안 주전 수비수로 활약하며 2시즌 연속 리그 3위(2009-10, 2010-11), 2011-12 시즌 리그 4위, 2012-13 시즌 리그 준우승, 2013-14 시즌부터 2019-20 시즌까지 7회 연속 리그 우승, 3회 연속 아제르바이잔컵 우승(2014-15 ~ 2016-17), 4번의 아제르바이잔컵 4강 진출(2011-12, 2012-13, 2018-19, 2019-20) 등에 공헌했다.

## 국가대표팀 경력
2001년 10월 7일 스웨덴과의 2002년 FIFA 월드컵 유럽 지역 예선 4조 최종전에서 아제르바이잔 A대표팀 소속으로 A매치 데뷔 무대를 치렀다. 2004년 3월 28일 카자흐스탄과의 친선 경기에서 A매치 데뷔골을 기록했다.
이후 2017년까지 아제르바이잔 대표팀의 주장으로 A매치 통산 109경기에 출전하여 5골을 기록했고 UEFA 유로 2008 4강 진출팀인 튀르키예와의 UEFA 유로 2012 예선 A조 3차전에서 선제골이자 결승골을 기록하며 1-0 승리의 주역이 되었다. 산마리노와의 2018년 FIFA 월드컵 유럽 지역 예선 C조 8차전에서 자신의 A매치 마지막 득점을 기록하며 5-1 승리와 함께 아제르바이잔 축구 역사상 월드컵 유럽 지역 예선 최다 승점 경신에 기여했다.

## 지도자 경력
가라바흐 FK에서 현역으로 뛰던 2016년 U-19팀의 감독으로 본격적인 지도자 커리어를 시작하여 국가대표팀 은퇴 후 1년이 지난 2018년까지 약 2년간 U-19팀의 감독을 역임했다.
이후 2017년 12월 아제르바이잔 U-21 대표팀의 사령탑을 맡아 이듬해 3월에 열린 코소보와의 2019년 UEFA U-21 축구 선수권 대회 예선 5조 6차전부터 최종 10차전까지 5경기를 이끌었으나 5경기에서 1무 4패(이전 5경기 2무 3패)의 성적을 냈고 결국 같은 해 12월 아제르바이잔 U-21 대표팀 감독직에서 물러났다.
그로부터 약 2년 후인 2020년 7월 17일 지라 FK의 감독을 맡아 2023년 3월 31일까지 2년 8개월간 팀을 이끌며 2020-21 시즌 리그 4위, 2021-22 시즌 리그 3위, 2021-22 시즌 아제르바이잔컵 준우승, 2시즌 연속 아제르바이잔컵 4강 진출(2020-21, 2021-22) 등의 성과를 남겼다.

## 수상

### 구단(선수)
네프치 PFK
- 아제르바이잔 프리미어리그: 우승 (2003-04, 2004-05), 준우승 (2006-07), 3위 (2001-02, 2005-06)
- 아제르바이잔컵: 우승 (2001-02, 2003-04), 4강 (2005-06, 2006-07, 2007-08)

 카이세리스포르
- UEFA 인터토토컵: 우승 (2006)

가라바흐 FK
- 아제르바이잔 프리미어리그: 우승 (2013-14, 2014-15, 2015-16, 2016-17, 2017-18, 2018-19, 2019-20), 준우승 (2012-13), 3위 (2009-10, 2010-11), 4위 (2011-12)
- 아제르바이잔컵: 우승 (2014-15, 2015-16, 2016-17), 4강 (2011-12, 2012-13, 2018-19, 2019-20)

### 구단(지도자)
지라 FK
- 아제르바이잔 프리미어리그: 3위 (2021-22), 4위 (2020-21)
- 아제르바이잔컵: 준우승 (2021-22), 4강 (2020-21, 2021-22)

### 개인
- 아제르바이잔 올해의 축구 선수: 2004, 2005, 2010, 2013, 2017

## 같이 보기
- A매치 100경기 이상 출전한 축구 선수 명단